# Kenneth Rexroth
Kenneth Charles Marion Rexroth (* 22. Dezember 1905 in South Bend, Indiana; † 6. Juni 1982 in Santa Barbara, Kalifornien) war ein US-amerikanischer Dichter, Essayist und Literaturkritiker. Er gilt als ein „Vater“ der Beat Generation.

## Leben

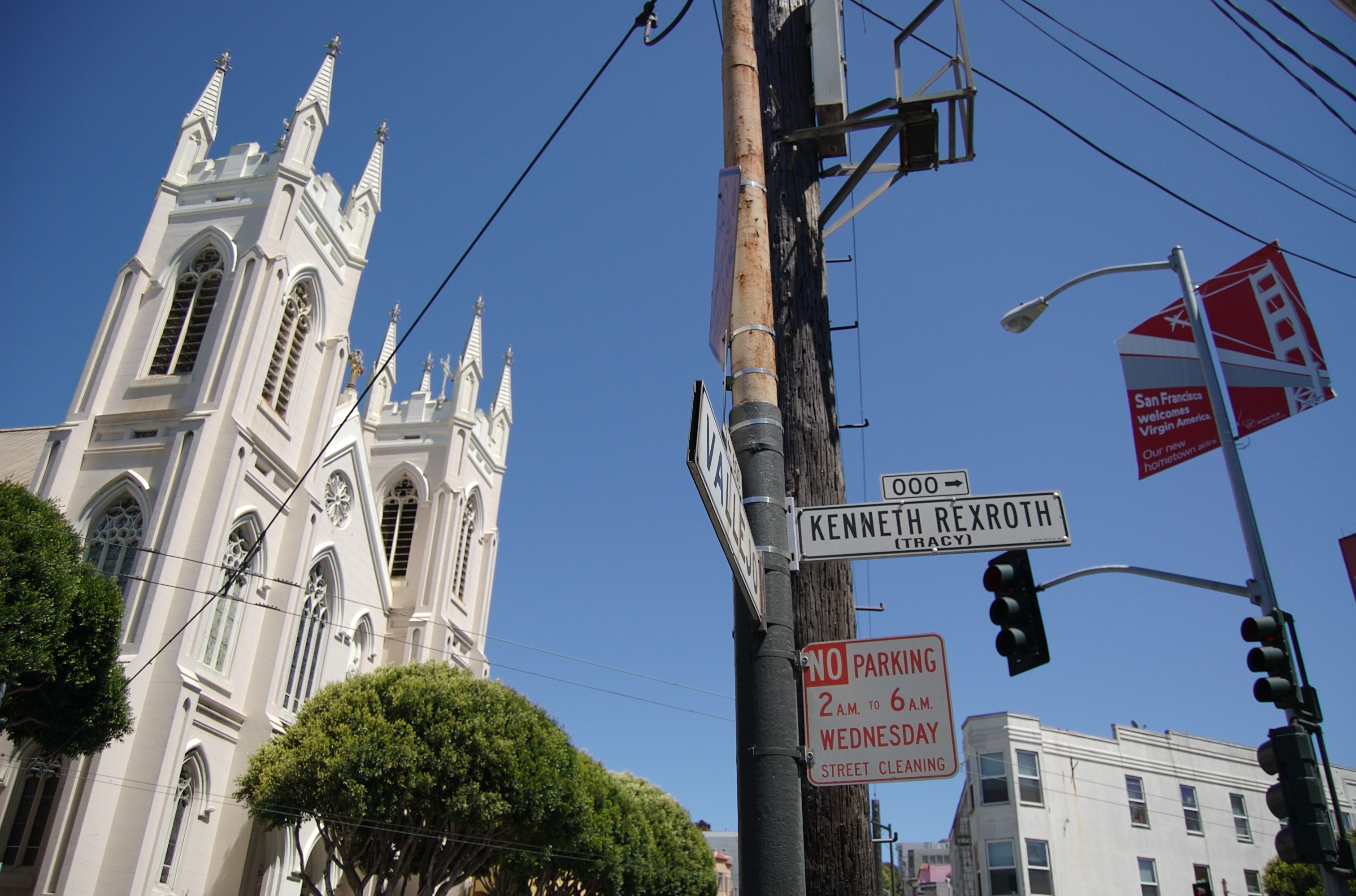
Kenneth Rexroth Street in North Beach, San Francisco

Rexroth, der seine Bildung weitgehend selbst erwarb, arbeitete in den 1920er Jahren zunächst als einfacher Arbeiter. Während der 1930er Jahre wurde er eine bekannte Führungsfigur der libertaristischen Bewegung an der Westküste der Vereinigten Staaten. Einige Jahre später begann er zu schreiben und zu dichten. Er veröffentlichte 1940 seinen ersten Gedichtband mit dem Titel „In What Hour?“. Anschließend war er neben anderen namhaften Schriftstellern, darunter etwa Conrad Aiken, Nelson Algren, Saul Bellow, John Cheever, Ralph Ellison, John Steinbeck, Claude McKay, Zora Neale Hurston und Richard Wright am Federal Writers’ Project beteiligt, einer Arbeitsbeschaffungsmaßnahme der amerikanischen New Deal Regierung, dessen bekanntestes Produkt die heute berühmten Führer der einzelnen Bundesstaaten waren. Auch Schriftsteller konnten so in der Großen Depression in Lohn und Brot gebracht werden.
Im Zweiten Weltkrieg verweigerte Rexroth den Kriegsdienst und war als Krankenpfleger in einem Hospital in San Francisco tätig. 1945 gründete er in San Francisco den Libertarian Circle, dem auch Maler wie Ronald Bladen beitraten. Im April 1947 trat Rexroth neben Robert Duncan, Jack Spicer und anderen Dichtern auf dem von Madeline Gleason organisierten „Festival of Modern Poetry“ auf. Es war die erste Veranstaltung dieser Art in San Francisco und der Beginn der San Francisco Renaissance. Rexroth wird dadurch mit als Gründervater dieser Renaissance angesehen. Rexroth gehörte aber eher zur zweiten Generation der „modernist poetry“, den „objectivist poets“. Er hielt Korrespondenz mit Ezra Pound und William Carlos Williams. Er wurde stark vom Jazz beeinflusst und gehörte zu den ersten US-amerikanischen Dichtern, die sich mit japanischer Dichtung (Haiku) beschäftigten.
In den folgenden Jahren kam es zu weiteren Veröffentlichungen wie:
- „The Signature of All Things“, 1950
- „The Dragon and the Unicorn“, 1952
- „In Defence of the Earth“, 1965
- „Collected Shorter Poems“, 1967
- „Longer Works“, 1968

Am 7. Oktober 1955 übernahm er die Moderation einer Lesung (von manchen auch als Jamming bezeichnet) von Gedichten, die in der Six Gallery in San Francisco stattfand. Es war die erste wichtige öffentliche Lesung von Autoren der Beat Generation und war die Fortsetzung der San Francisco Renaissance. Bereits zuvor hatte er schon längere Zeit junge Autoren wie Allen Ginsberg und Kenneth Patchen in seinem wöchentlichen Salon vorgestellt. Später gehörte er zu den Autoren, die an den vom Esalen-Institut organisierten Dichterlesungen teilnahmen.
Die wichtigsten literaturkritischen Abhandlungen erschienen schließlich 1972 unter dem Titel „The Rexroth Reader“. 1973 war er Herausgeber der Anthologie „Four Young Women – Poems“, in dem Gedichte der jungen Poetinnen Jessica Hagedorn, Alice Karle, Barbara Szerlip und Carol Tinker erschienen.
Zusammen mit Ikoko Atsumi veröffentlichte er 1977
- „Woman poets of Japan“, New Directions Pub. Corp., New York 1977, ISBN 0-8112-0820-6,

in dem er sich mit den japanischen Dichterinnen Ono no Komachi und Ise beschäftigte, die zu den sogenannten „Sechsunddreißig Unsterblichen der Dichtkunst“ (Sanjūrokkasen) gehören.
Zuletzt erschienen noch Veröffentlichungen von ihm in der 1981 gegründeten Literaturzeitschrift „Die Aktion – Zeitschrift für Politik, Literatur, Kunst“. Seit 1969 war er Mitglied der American Academy of Arts and Letters.

## Deutschsprachige Ausgaben
- Fallende Blätter, früher Schnee. 10 Gedichte. Aus dem Amerikanischen von Reinhard und Ingrid Harbaum. Altaquito, Göttingen 1988, ISBN 3-923588-20-8
- Disengagement. Die Kunst der Beat Generation. Ein Essay. Aus dem Amerikanischen von Hanfried Blume. Göttingen 1990, ISBN 3-923588-23-2
- Brief aus San Francisco. Zwei Essays zur amerikanischen Literatur. Altaquito, Göttingen 1994, ISBN 3-923588-30-5
- Die Liebesgedichte der Marichiko. Sechzig Gedichte. Aus dem Amerikanischen von Reinhard Harbaum. Göttingen 1996, ISBN 3-923588-40-2
- Die Stadt des Mondes. Späte Gedichte. Göttingen 1999, ISBN 3-923588-49-6
- Die rote Klippe. Kenneth Rexroth tradiert Su Tung P'o. Edition Saxifraga, Göttingen 2009, ISBN 978-3-923588-74-9
- Das Bestiarium. Aus dem US-amerikanischen übersetzt von Mitch Cohen und Wolfgang Heyder. Deutsch und Englisch. Corvinus Presse, Berlin 2010, ISBN 978-3-942280-07-5

## Hintergrundliteratur
- Morgan Gibson: Kenneth Rexroth (Twayne’s United States authors series; 208). Twayne, New York 1972 (Biografie).

## Quelle
- „Chambers Biographical Dictionary“, S. 1276, Edinburgh 2002, ISBN 0-550-10051-2